# تاخر (کتاب)
تأخر یکی از کتاب‌های معمار و نظریه‌پرداز، پیتر آیزنمن است که در سال ۲۰۲۰ و در همکاری با الیزا ایتوربه تألیف شده‌است. این کتاب را سارا وایتینگ (Sarah Whiting) ویرایش کرده که استاد معماری دانشگاه هاروارد است. همچنین انتشار آن برعهده انتشارات دانشگاه پرینستون بوده‌است.
در اینجا آیزنمن بر سه شخصیت بنیادی آدولف لوس، آلدو روسی و جان هیدوک تمرکز می‌کند تا کیفیت «تأخر» را تشریح کند. در راستای این مسیر آیزنمن و ایتوربه به بحث در مورد ریشه‌های نظریه انتقادی پرداخته و این نظریه را از تفکرات مکتب فرانکفورت تا امروز ردیابی می‌کنند.
این آخرین کتاب پیتر آیزنمن است.

## معرفی کتاب
آیزنمن در این کتاب با ارجاع دادن به مطالعه تئودور آدورنو درباره آخرین آثار بتهوون که به روش غیرمعمول برخورد بتهوون با قواعد کلاسیک و دگرگونی فرمی ایجاد شده در آثار متاخرش اشاره دارد، مساله تاخر را مطرح می کند. آیزنمن در این کتاب با تحلیل آثاری از آدولف لوس، آلدو روسی و جان هیدوک، با مطرح کردن مساله تاخر به مثابه نوعی دیرکرد زمانی در آثار این معماران، ظرفیت انتقادی معماری را توسعه بخشیده است. تاخر با رهایی از محدودیت های سبکی اثر معماری در خارج از ویژگی های زمانی خود حرکت می کند و نوعی نابهنگامی زمانی را می توان در این آثار رصد کرد. وضعیت تاخر، امکان کشف حالتی انتقادی را فراهم می کند که در آن ابداع فرم جدید، هدف معماری انتقادی نیست بلکه ممکن است که در رابطه بین اجزای فرمِ اثر و تطبیق آن با مساله زمان، حالت انتقادی متفاوتی  پدید آمده باشد.  تاخر ایجاد شده در این آثار نه از نوع رابطه مدرن با تاریخ است که متمرکز بر انقطاع از گذشته باشد و نه از نوع رابطه پسامدرن با معماری است که بر استناد و بازگشت به سبک های تاریخی تاکید داشته باشد.